# Ana Grynbaum
Ana Grynbaum (Montevideo, Uruguay, 15 de abril de 1971) es una escritora y psicoanalista uruguaya.

## Biografía
Premio Nacional de Literatura del Ministerio de Cultura del Uruguay 2007. Actuó como docente y sicóloga de Enseñanza Secundaria, y durante 2009 y 2010 escribió una columna sobre temas de su especialidad en el periódico El Observador. Desde 2014 desarrolla, con Ercole Lissardi, un sitio de Internet en que reflexiona sobre diversos aspectos de la cultura.

## Libros
- 2005, Bitácora de una persecución amorosa, Editorial Artefato, Montevideo (ISBN 9974-7907-6-6)
- 2006, La cuchara universal, Editorial Artefato, Montevideo (ISNB 978-9974-7997-0-7)
- 2008, Calidad bajo sospecha, Rebeca Linke Editoras, Montevideo (ISBN 978-9974-8093-9-0)
- 2013, Un escritor acabado, Margarita Editora, Montevideo (ISBN 978-9974-99193-4)
- 2016, El hombre que pudo haber sido, Santiago Arcos Editor, Buenos Aires (ISBN 978-987-3960-05-5)
- 2019, Un amor contrahecho, Muerde Muertos Editorial, Buenos Aires (ISBN 978-987-46507-7-1)
- 2019, El coloquio de los suicidas. Seguido de: La vida onírica, Muerde Muertos Editorial, Buenos Aires (ISBN 978-987-46507-9-5)
- 2019, Hombrecitos improvisados de apuro. Cuentos de mujeres rioplatenses, Muerde Muertos Editorial, Buenos Aires (ISBN 978-987-47347-0-9)
- 2020, Un asiento demasiado confortable, Muerde Muertos Editorial, Buenos Aires (ISBN 978-987-47347-4-7)
- 2021, El deseo de un profeta confinado, Los libros del inquisidor, Buenos Aires (ISBN 978-9915-40398-4)
- 2021, La conquista del deseo, Los libros del inquisidor, Buenos Aires (ISBN 978-9915-40-615-2)
- 2022, Tres novelas familiares. Incluye: El hombre que pudo haber sido, La conquista del deseo y Un asiento demasiado confortable, Los libros del inquisidor, Buenos Aires (ISBN 978-9915-40-972-6)
- 2023, La auto-sospecha, Los libros del inquisidor, Buenos Aires (ISBN 978-9974-7706-5-2)

## Ensayo
- 2011, La cultura masoquista, Casa editorial HUM, Montevideo (ISBN 978-9974-68772-1)
- 2020, Erotopías. Las estrategias del deseo, Muerde Muertos Editorial, Buenos Aires (ISBN 978-987-47347-5-4)